# Abrochia augusta
Abrochia augusta là một loài bướm đêm thuộc phân họ Arctiinae, họ Erebidae.